# Keraymonia
- Commons
- Wikispecies

Keraymonia é um género botânico pertencente à família Apiaceae.
1. ↑  «Keraymonia — World Flora Online». www.worldfloraonline.org. Consultado em 19 de agosto de 2020